# Impromptu
Impromptu [emprompty] (franc. impromptu – spatra, spontánně, „tak, jak to leží a běží“) je instrumentální skladba volné formy i délky. Původně to bylo pojmenování skladby komponované bez přípravy, improvizované. Hodně impromptu složil např. romantický hudební skladatel Franz Schubert.